# Legnonotus obtusus
Legnonotus obtusus è un pesce osseo estinto appartenente alla famiglia Macrosemiidae. 
Il genere Legnonotus visse tra il Triassico medio e il Triassico superiore (circa 239-201 milioni di anni fa).

## Storia
Il fossile è stato raccolto a Ca' del Frate, località di Viggiù, in provincia di Varese. Il ritrovamento è stato attribuito al genere Legnonotus solo in via provvisoria, siccome il materiale è ancora troppo scarso per fornire elementi sufficienti a una precisa classificazione.

## Descrizione
Questo pesce di piccole dimensioni possedeva una testa relativamente grande, la quale costituiva circa un terzo della lunghezza totale del corpo. L’altezza massima arrivava a 13 mm nella regione dell’occipite, dietro il quale diminuiva regolarmente fino alla pinna caudale.
Le pinne pettorali erano inserite ventralmente e costituite da circa 12 lunghi lepidotrichi precedute da un paio di spine.
Le pinne pelviche erano molto vicine a quella anale, nella metà posteriore del tronco. Possedevano almeno sette lepidotrichi, che presentavano le stesse caratteristiche di quelli delle pinne pettorali.
Per quanto riguarda la pinne impari possedevano tutte fulcri basali. La pinna caudale era ben sviluppata, con 18-19 lepidotrichi, che si ramificavano una sola volta distalmente. Erano presenti fulcri basali in entrambi i margini della pinna e inoltre mostrava alcuni fringing fulcra sul lepidotrico dorsale.

## Classificazione
Legnonotus obtusus venne descritto per la prima volta nel 1983 sulla base di esemplari raccolti vicino alla località Ca’ del Frate (Viggiù), nella Kalschieferzone della parte alta del calcare di Meride, di  età carnica.